# イングリート・フィンガー
イングリート・フィンガー（Ingrid Finger, 1946年 - ）は、旧西独出身のモデル。1965年8月13日、ミス・インターナショナル優勝(ドイツ代表として初)。Fifiというニックネームを持つ彼女は、1966年のミス・インターナショナルが中止されたため、結果的に20か月にわたってミスの称号を保持した。これは大会史上最長記録である。

## 経歴
1946年、バイエルン州フュルトに生まれる。
バイエルン州ニュルンベルクのモデル養成所Studio Suzanne出身。
1965年1月、Miss Mannequinに選出される。同年、Miss Munich, Miss Bavariaに選ばれ、5月14日、Miss Germany優勝。ドイツを代表してミス・インターナショナルに出場。
その後は静かな生活を送りたいと、すべての映画のオファーを断る。しかし、1枚のシングルをリリース（Mach doch keine Schau c/w Immer wieder wunderbar 1966年、Telefunken 55914）。

## 私生活とゴシップ
1962年、フランスの学生Roland Cottreyはオクシタニー地域圏エロー県セット近くの海岸のキャンプ場で、学生時代最後の休暇を過ごしていた。そこでイングリート一家と偶然すれ違う。その後交際に発展し、1967年結婚。
ミス・インターナショナル決勝直前のエピソードとしてこんなものがある：
イングリートはフランス語で叫んだ。「大変、日焼けしちゃったわ！」。ロランドはドイツ語で答えた。「Ich wusste dass du die Schoenste warst!(よくわかってるよ。君は一番きれいだ)」。
ミス・インターナショナル優勝賞金の10000ドルは持参金となった。